# پایگاه هوایی دریایی پورت بیلی
 پایگاه هوایی دریایی پورت بیلی (به انگلیسی: Port Bailey Seaplane Base) یک فرودگاه همگانی با کد یاتا KPY است که یک باند فرود آب دارد و طول باند آن ۳۰۴۸ متر است. این فرودگاه در کشور ایالات متحده آمریکا قرار دارد و در ارتفاع ۰ متری از سطح دریا واقع شده است.